# ساترن آیون
ساترن آیون (Saturn Ion) خودرویی است که در سال‌های ۲۰۰۳ تا ۲۰۰۷در ایالات متحده آمریکا تولید شده‌است. طراحی آن خودروهای موتور جلو-محور جلو بوده است.